# Baia di Turnagain
Turnagain è una baia (o braccio di mare) situata tra la penisola di Kenai (Alaska, Stati Uniti) e l'entroterra (tra la città di Anchorage e la cittadina di Portage).

## Geografia fisica
La baia di Turnagain si trova nella parte nord-occidentale del Golfo dell'Alaska e più precisamente è uno dei due proseguimenti della Baia di Cook (l'altro ramo è la Baia di Knik (Knik Arm in inglese). Turnagain si estende in direzione est-ovest per circa 64 – 72 km di lunghezza.
La baia è caratterizzata da notevoli sbalzi di marea (fino a quasi 2 metri) il cui fronte corre verso est con una velocità di circa 20 km/ora. Durante la bassa marea il braccio diventa ampiamente fangoso.
Le due coste (a nord verso il centro dell'Alaska e a sud nella Penisola di Kenai) raggiungono molto rapidamente altitudini oltre i 1.000 m s.l.m.. Il monte più alto, vicino alla baia, è il South Suicide Peak alto 1.526 m s.l.m.. Le valli laterali sono strette e ripide e spesso presentano la caratteristica sezione trasversale a "U" tipica della passata presenza di ghiacciai alcuni dei quali ancora attivi come il ghiacciaio di Portage.
Affluenti principali della baia sono: Resurrection Creek, Bear Creek, Sixmile Creek e Glacier Creek.
I seguenti monti contornano il braccio di mare (a nord appartengono al Chugach State Park, Monti Chugach; a sud alla Penisola di Kenai):
| Nome del monte       | Altezza (m s.l.m.) | Coordinate             | Ubicazione del monte                      |
| -------------------- | ------------------ | ---------------------- | ----------------------------------------- |
| McHugh Peak          | 1.222              | 61°02′29″N 149°39′51″W | 4 km a nord vicino all'entrata della baia |
| Indianhouse Mountain | 1.211              | 61°00′34″N 149°32′33″W | 3 km a nord a metà della baia             |
| Bird Peak            | 1.211              | 61°00′34″N 149°32′33″W | 5 km a nord a metà della baia             |
| Blueberry Hill       | 1.275              | 60°53′50″N 148°58′29″W | 3 km a nord alla fine della baia          |
| Mount Alpenglow      | 1.337              | 60°52′32″N 149°19′55″W | 3 km a sud a metà della baia              |

## Accessi e centri abitati
Sul lato nord scorre la Seward Hwy (da Anchorage a Seward) che collega diversi centri abitati (Girdwood e Portage. Sulla costa opposta nella Penisola di Kenai si trovano le cittadine di Hope e Sunrise.

## Storia
Il Turnagain Arm è stato denominato da William Bligh della famosa HMS Bounty. Bligh era al servizio di James Cook come capitano nel suo terzo ed ultimo viaggio con lo scopo di scoprire il passaggio a nord-ovest.

## Alcune immagini della baia di Turnagain

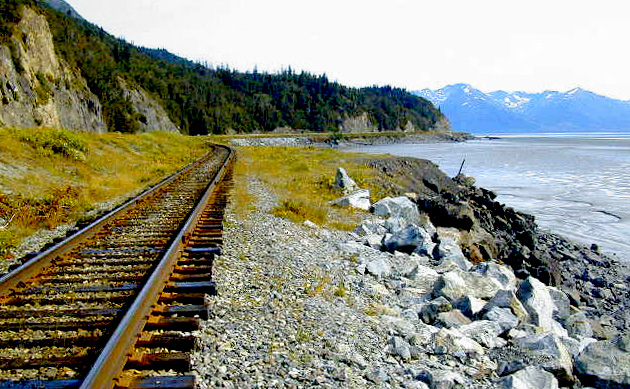
La ferrovia Alaska Railroad
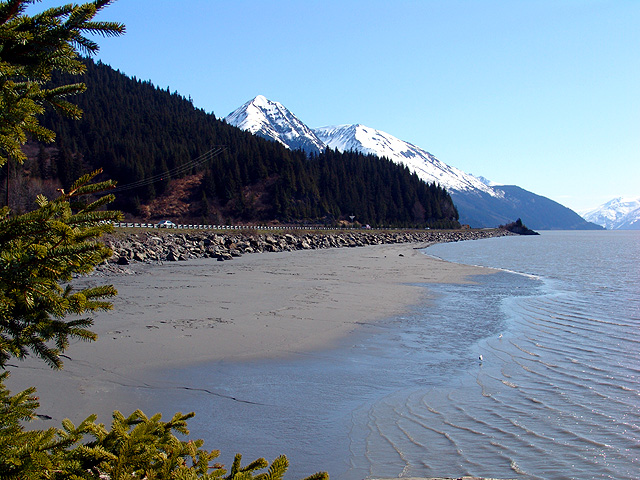
Turnagain da Girdwood
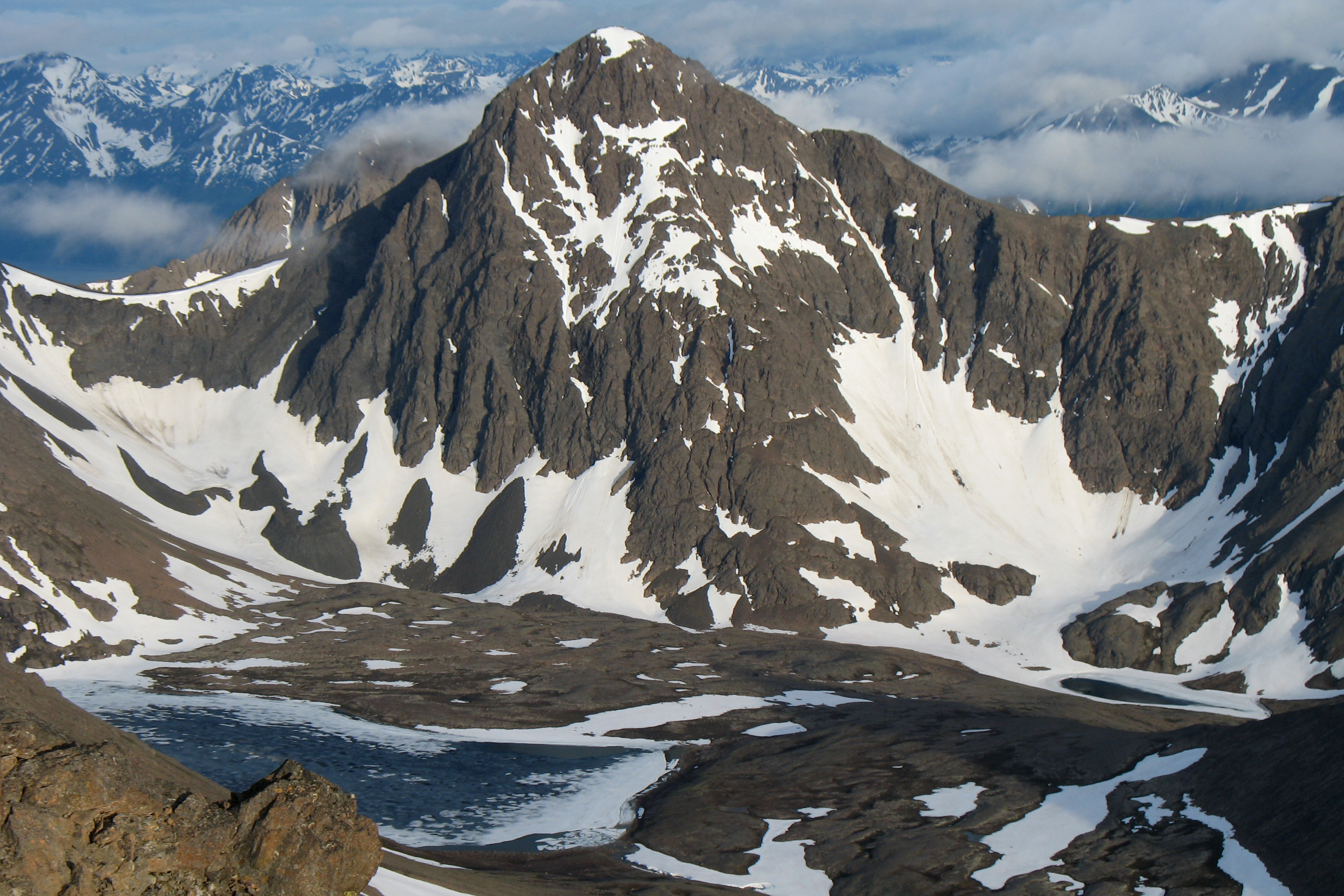
Il monte South Suicide
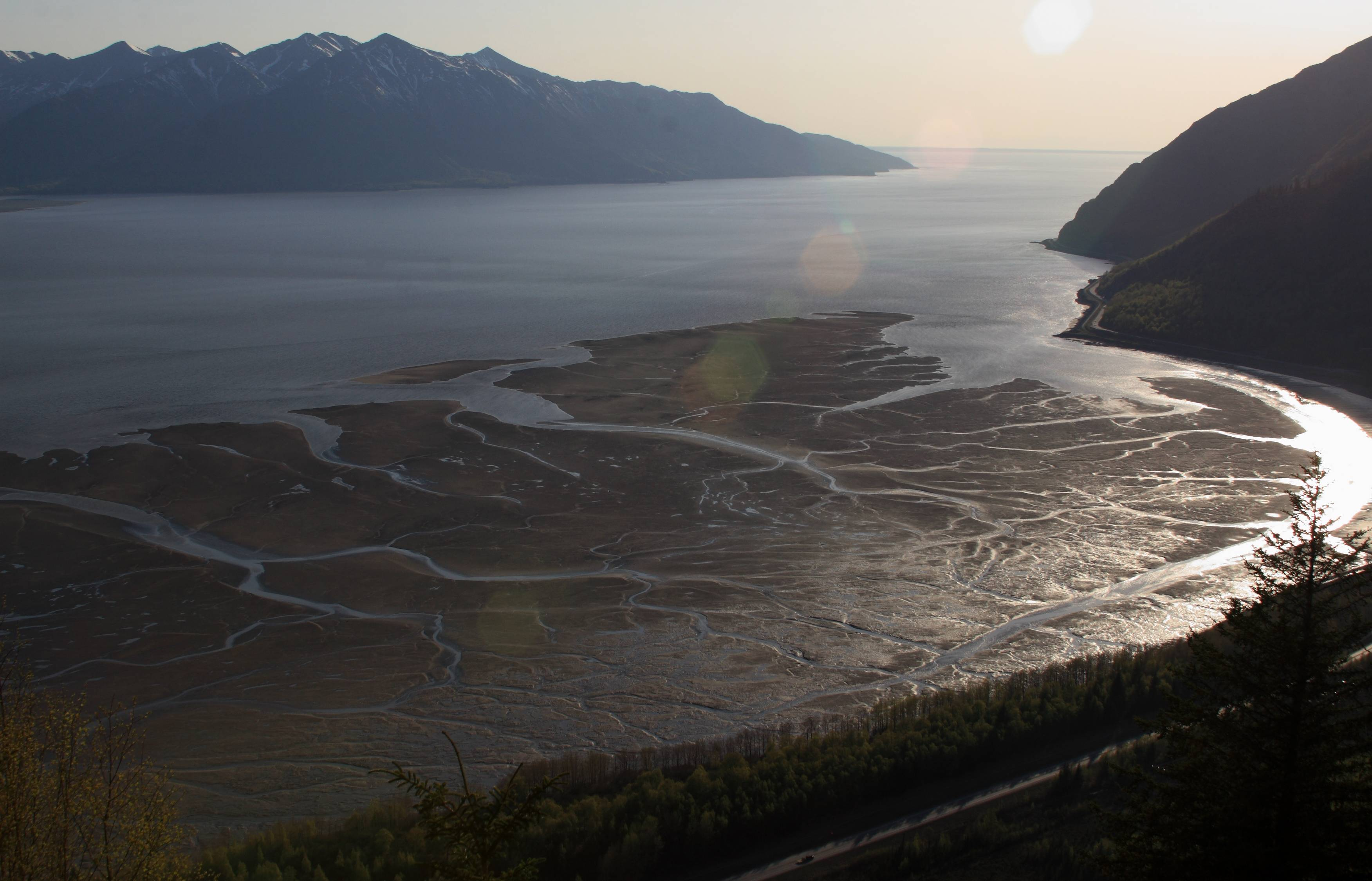
Bassi fondali
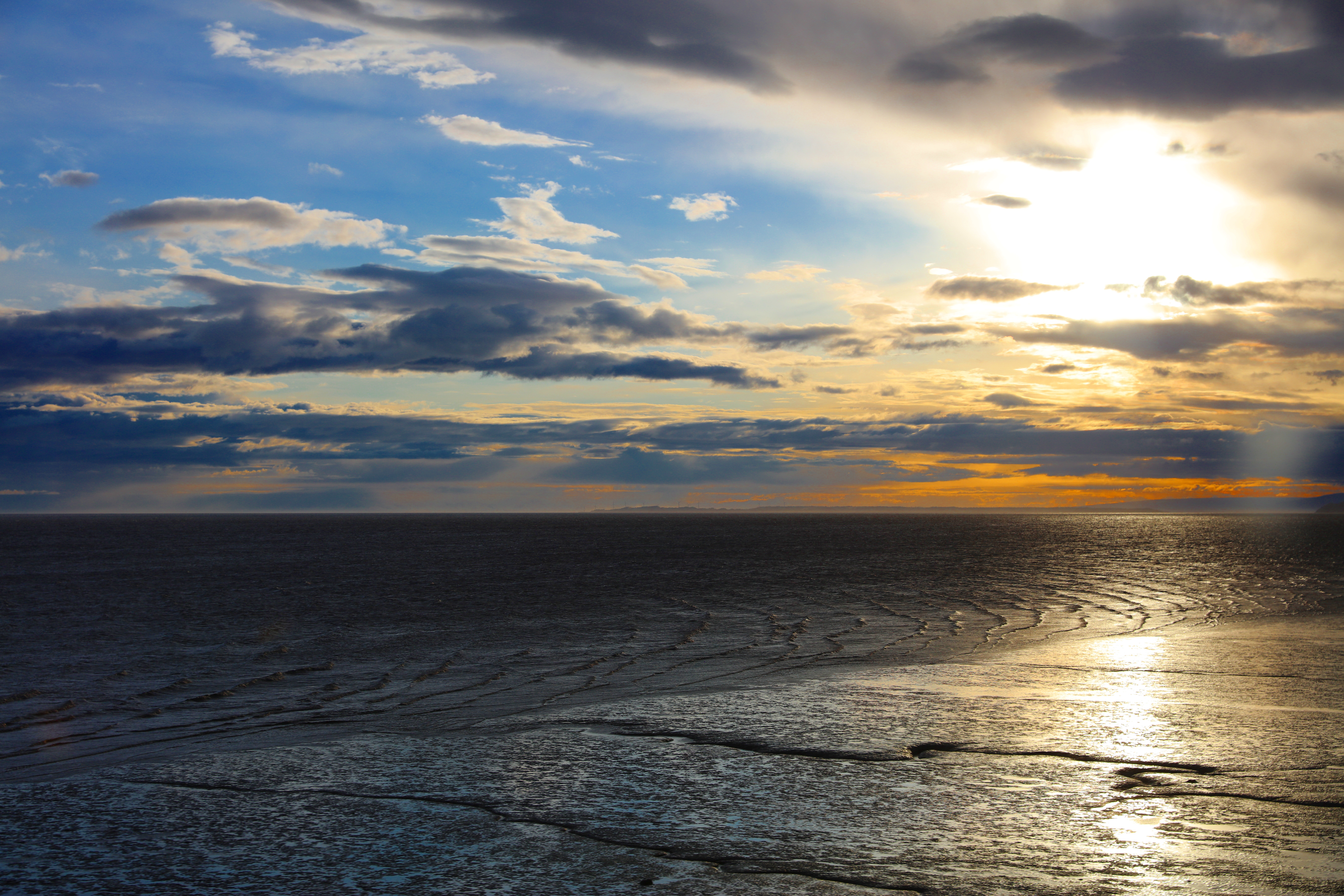
Tramonto sul Turnagain
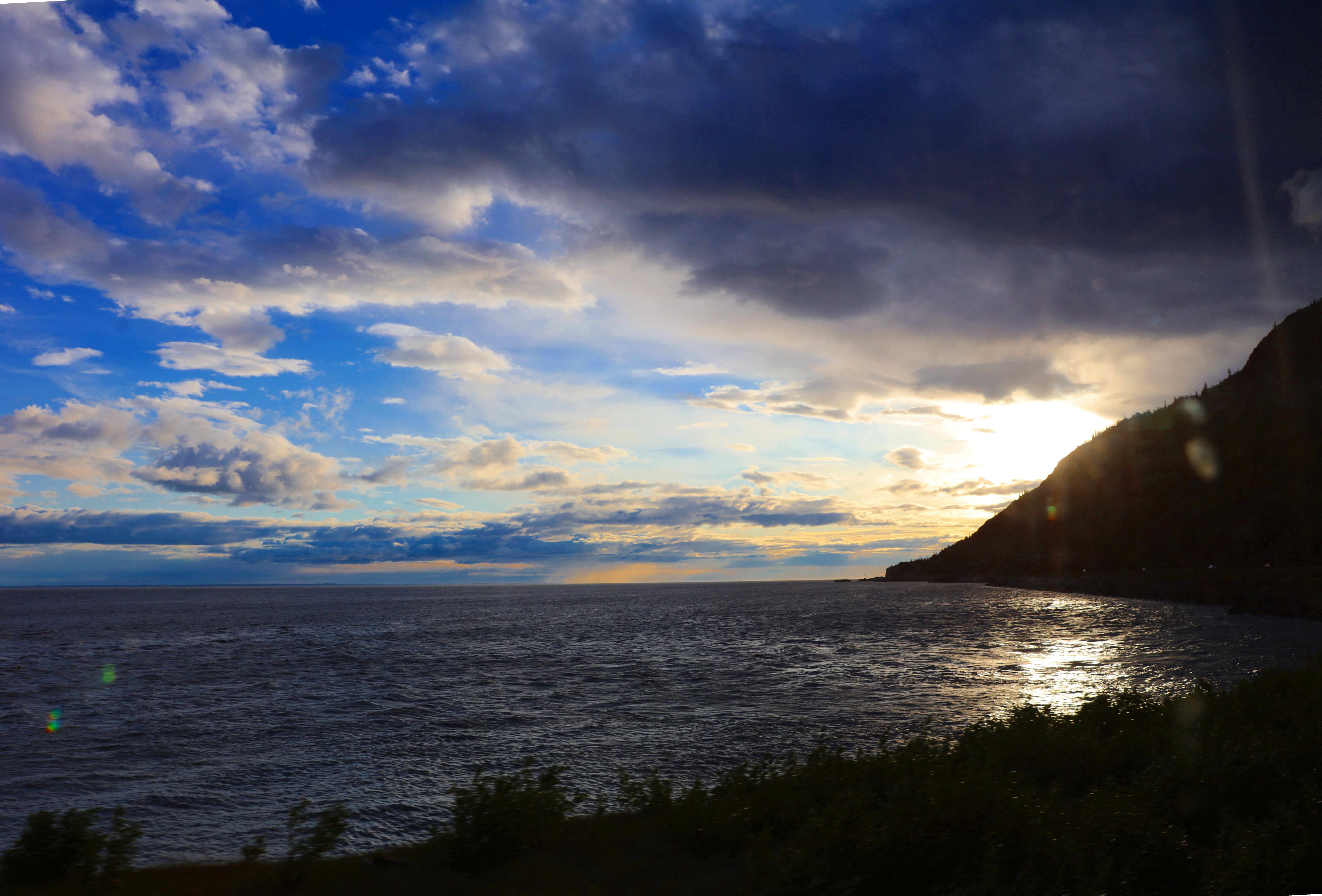
Tramonto sul Turnagain
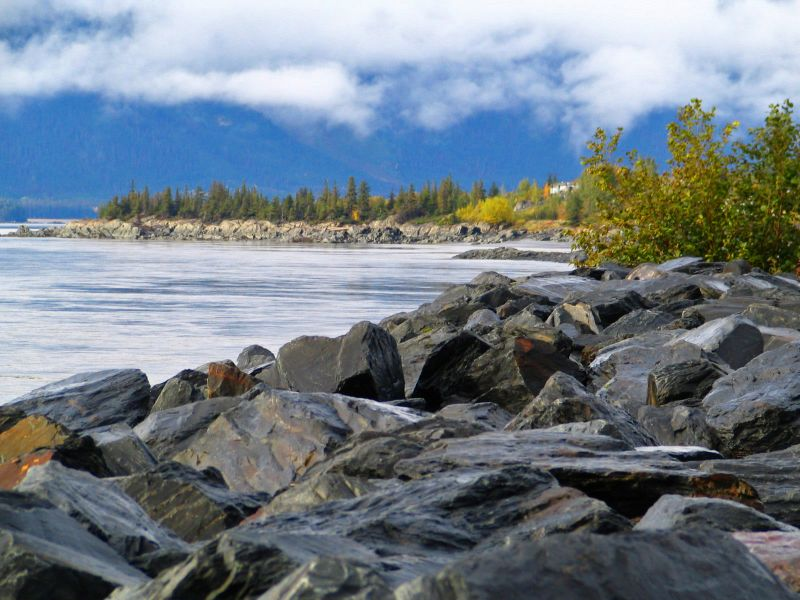
La costa
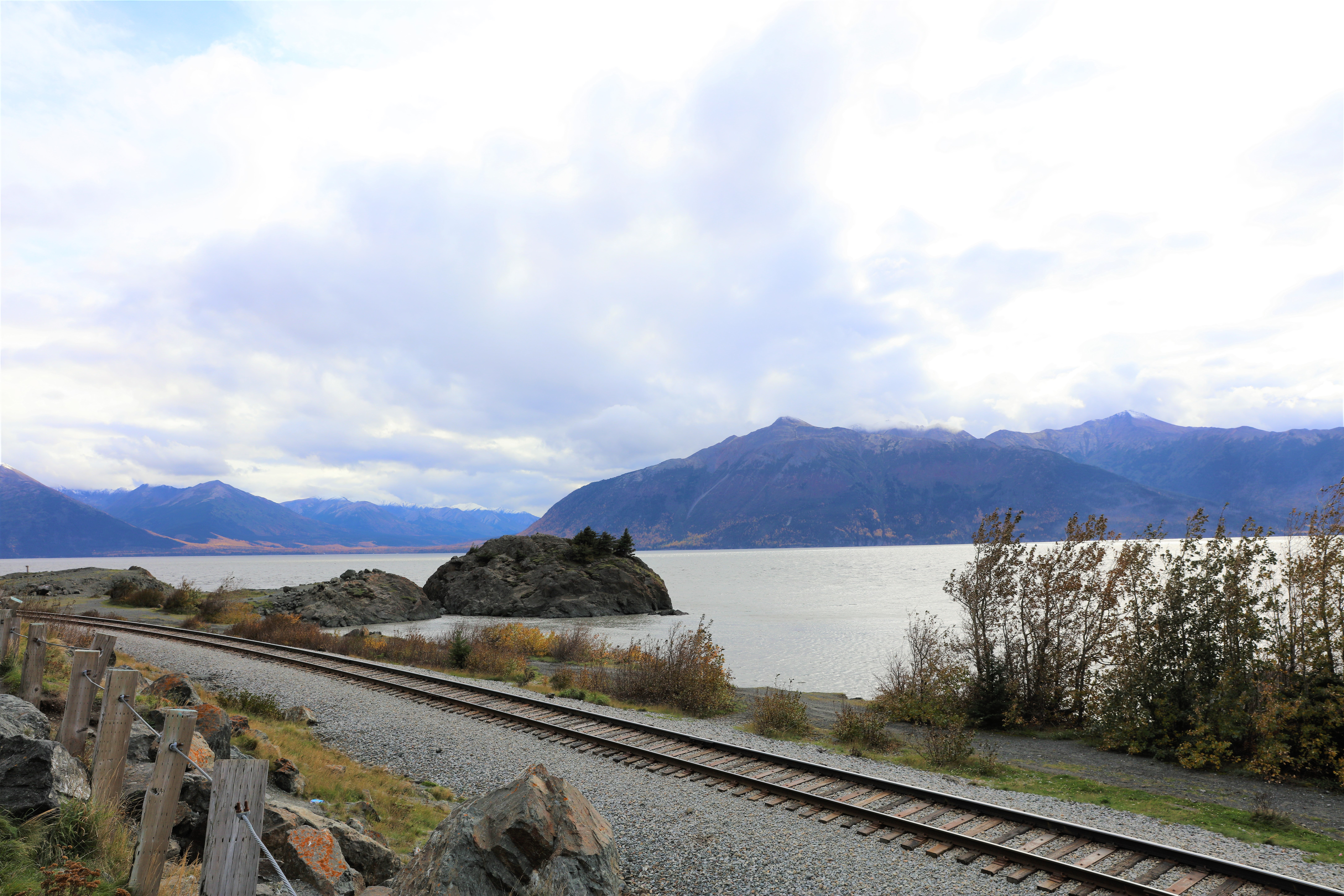
La ferrovia Alaska Railroad
La baia all'alba